# Suspect Zero
Suspect Zero är en amerikansk film från 2004 i regi av E. Elias Merhige.

## Rollista (i urval)
- Aaron Eckhart - Thomas Mackelway
- Ben Kingsley - Benjamin O'Ryan
- Carrie-Anne Moss - Fran Kulok
- Harry J. Lennix - Rich Charleton (as Harry Lennix)
- Kevin Chamberlin - Harold Speck
- Julian Reyes - Highway Patrolman